# Stan Butcher
Stanley Robert „Stan“ Butcher (* 26. Januar 1920 in London; † 1987) war ein britischer Pianist, Komponist, Arrangeur und Bandleader im Bereich des Jazz und Easy Listening.

## Leben und Wirken
Stan Butcher diente während des Zweiten Weltkriegs in einer Infanteriedivision und spielte in einer Mititärband. Nach Kriegsende leitete er mit dem Posaunisten Don Lusher gemeinsam eine Band in Pembroke Bay; danach arbeitete er in den Orchestern von Joe Daniels (1947/48), Freddy Randall (1951), Bernie Stanton (1951), Geoff Sowden (1953), Jack Newman (1954) und in den 1970er Jahren bei Stan Reynolds. 1949/50 und erneut 1952 leitete er eigene Gruppen und schrieb Arrangements für Dixieland-Bands. Mit dem Liedtexter Syd Cordell komponierte er für den Eurovision Song Contest 1959 den Song Sing, Little Birdie, interpretiert vom Gesangsduo Pearl Carr & Teddy Johnson, das mit dem Lied auf #2 gelangte. 1962 komponierte er mit Cordell für Ronnie Carroll den britischen Beitrag Ring-A-Ding Girl (#4). In den 1960er Jahren leitete er die Big Band  His Birds and Brass, mit der er mit Easy-Listening-Alben für Columbia und Fontana bekannt wurde. 1979 veröffentlichte er auf dem Label Hobo das Fusion-Album Magician, an dem u. a. Barbara Thompson und Ray Russell mitwirkten.

## Diskographische Hinweise
- Bridie Gallagher/Stan Butcher: At Home With (Parlophone, 1962)
- Stan Butcher – His Birds & Brass (Columbia, 1966)
- Stan Butcher & His Birds and Brass – Sayin' Somethin' Stupid and Other Things (Columbia, 1967)
- Stan Butcher Orchestra – Big Band Blowout (Fontana, 1970), mit Don Lusher, Bill Le Sage
- The Warm Strings of Stan Butcher – Chaplin (Fontana, 1970)
- The Warm Strings, Arranged and Conducted by Stan Butcher – A Garland for Judy (Fontana, 1970)
- Stan Butcher & His Orchestra: Wrappin It Up (Columbia, 1971)
- Magician (1978)

## Lexikalischer Eintrag
- John Chilton: Who's Who of British Jazz, Continuum International Publishing Group 2004, ISBN 0826472346